# Últims resistents japonesos de la Segona Guerra Mundial
Els “Zanryūnipponhe” (残留日本兵) o “soldats japonesos ressagats” era el personal militar japonès que va seguir combatent després de la capitulació del Japó l'agost de 1945. Això va ser a causa de diferents motius:
- el seu dogmatisme militar era contrari a la rendició,
- no se’n van assabentar de la derrota japonesa perquè les comunicacions havien estat tallades per l'avenç aliat,
- van afegir-se a la lluita anticolonial contra les potències europees en exèrcits populars independentistes, com ara en la Primera Guerra d'Indoxina i la Revolució Nacional Indonèsia.

## 1945–1949

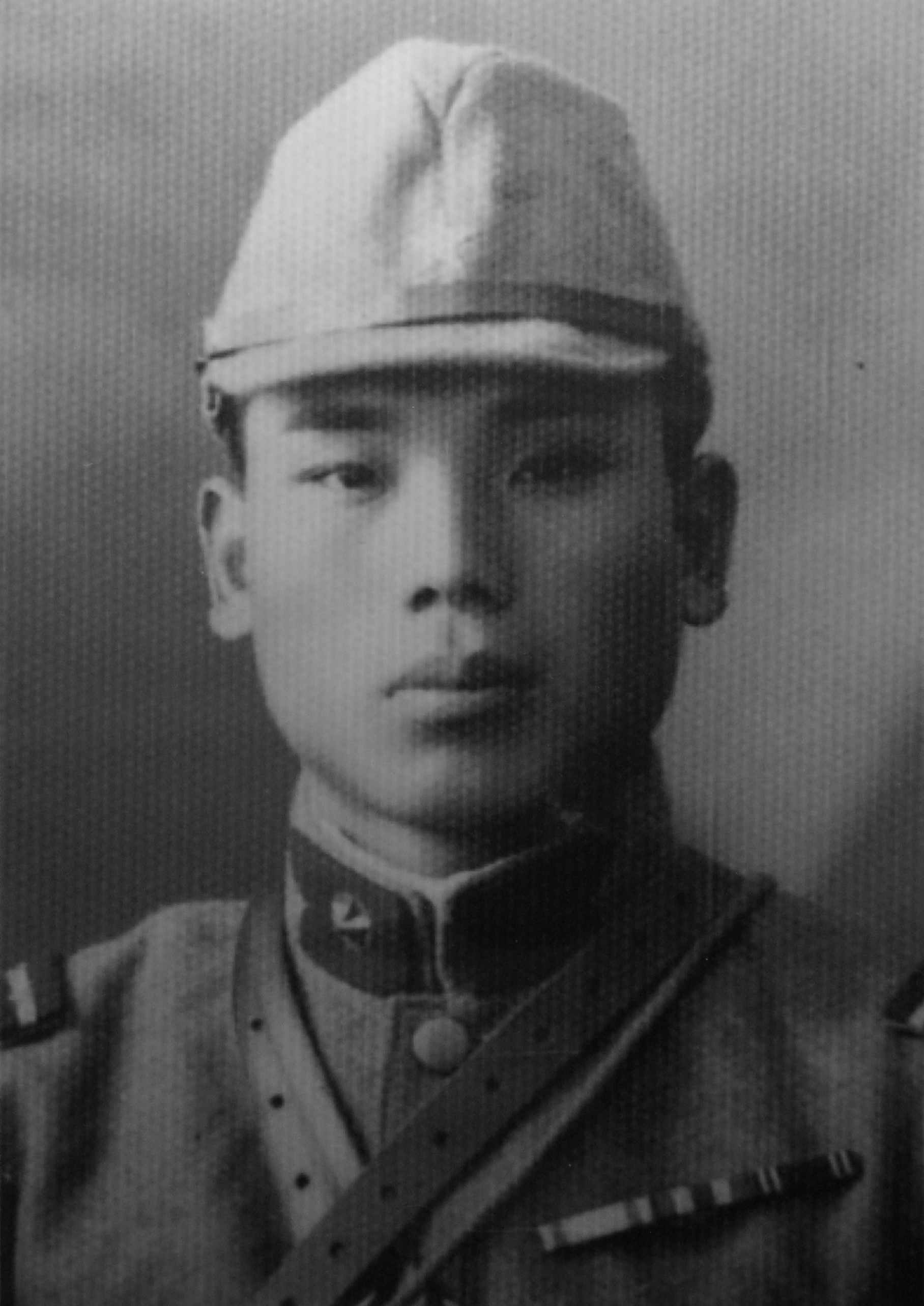
Lloctinent Sakae Ōba el 1937

- El capità Sakae Ōba, va dirigir la seva companyia de 46 homes ens accions de guerrilleres contra les tropes nord-americanes a l'illa de Saipan, fins que es va rendir l'1 de desembre de 1945.
- L'1 de gener de 1946, 20 soldats nipons que havien estat amagats en un túnel de l'illa filipina de Corregidor, es van rendir a les tropes nord-americanes.[1]
- El major Sei Igawa (井川省) va servir com a voluntari en el Viet Minh amb el rang de comandant. Va morir el 1946 en una batalla contra les tropes franceses.[2][3]
- El lloctinent de l'armada Hideo Horiuchi (堀内秀雄) va servir com a voluntari en l'Exèrcit Voluntari Indonesi amb el rang de Tinent Coronel. Horiuchi va ser arrestat per tropes holandeses el 13 d'agost de 1946, mentres era atès mèdicament en un poble després d'haver sigut ferit en un enfrontament armat contra els holandesos.
- El lloctinent Ei Yamaguchi i els seus 33 soldats van emergir en Peleliu en març tardà 1947, atacant el destacament del cos de Marines estadunidencestacionat a l'illa. Els americans van rebre reforços, juntament amb un almirall japonès que va convèncer els soldats nipons que la guerra havia acabat. Aquests es van rendir finalment l'abril de 1947.[4]
- El 12 de maig de 1948, dos soldats japonesos es van rendir a la policia civil a Guam.[5]
- El 6 de gener de 1949, Yamakage Kufuku i Matsudo Linsoki, dos metralladors de la Marina Imperial Japonesa, es rendiren a Iwo Jima.[6][7]

## Dècada de 1960
- El caporal Bunzō Minagawa va continuar lluitant a l'illa de Guam des de 1944 fins al maig de 1960.[8]
- El sergent Masashi Itō, superior de Minagawa, es va rendir dies més tard, el 23 de maig de 1960, també a Guam.[9]

## Dècada de 1970

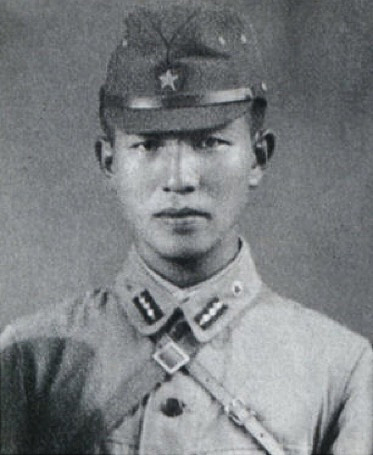
Tinent Hiroo Onoda el 1944

- El caporal Shoichi Yokoi, qui va servir a les ordres d'Itō, va ser capturat a Guam el gener de 1972.[10][11]
- El caporal de primera Classe Kinshichi Kozuka va continuar la lluita juntament amb el tinent Onoda durant 28 anys fins que va ser mort en un tiroteig amb la policia filipina l'octubre de 1972.[12]
- El tinent Hiroo Onoda, va aguantar des des desembre de 1944 fins al març de 1974 a l'illa filipina de Lubang Illa en les Filipines amb els soldats Akatsu, Shimada i Kozuka. Va ser rellevat de la lluita el març de 1974 pel seu anterior comandant, qui va haver de personar-s'hi i convèncer-lo que la guerra havia acabat.[13]